# The Art of Self-Defense (Film)
The Art of Self-Defense (dt. „Die Kunst der Selbstverteidigung“) ist ein Film von Riley Stearns, der am 10. März 2019 beim South by Southwest Film Festival seine Premiere feierte und am 12. Juli 2019 in die US-Kinos kam.

## Handlung
Nachdem er nachts von einer umherziehenden Motorradgang auf der Straße angegriffen wurde, wird der schüchterne Buchhalter Casey Davies Mitglied in einem Karate-Studio in der Nachbarschaft, um zu lernen, wie er sich schützen kann. Unter dem wachsamen Auge eines charismatischen Sensei und der Karateka Anna, die einen braunen Gürtel besitzt, gewinnt Casey ein neues Selbstbewusstsein. Nachdem er dieses auch nach außen lebt und hierbei mit seinem Chef Grant in Konfrontation tritt, verliert er seine Anstellung und wird nachfolgend als Buchhalter Mitarbeiter des Karate-Studios. Als er jedoch an Senseis mysteriösen Nachtkursen im Dojo teilnimmt, entdeckt er eine ihm bis dahin unbekannte, von Brutalität und Hypermaskulinität geprägte Welt, gegen die er nachfolgend rebelliert, so dass es zur Konfrontation mit dem Sensei kommt.
Die Mitglieder des Nachtkurses schlagen in unregelmäßigen Abständen wehrlose Personen auf der Straße zusammen, damit diese zukünftig ein stärkeres Selbstbewusstsein erhalten, so zumindest die Strategie des Sensei. An solch einem Überfall nimmt Casey teil, wobei er einen Polizisten tötet. Er erhält daraufhin einen roten Streifen an seinem Gürtel. Die Geschehnisse der Nacht verändern ihn und er recherchiert im Dojo. Dabei entdeckt er in einem Hinterzimmer verschiedene Videos von vorangegangenen Überfällen der Motorradgang. Ein Mitglied wollte sich dabei einen roten Streifen verdienen und Casey töten. Anna hat die Gruppe abgelenkt, indem sie behauptete, bereits Polizeisirenen zu hören. Dadurch hat die Gruppe von ihm abgelassen und er überlebte.
Casey wartet im Studio auf den Sensei und fordert ihn zum Duell heraus. Bevor dieses startet, erschießt Casey seinen Trainer und behauptet im Nachhinein, er habe ihn mittels geheimer "Finger-Technik" getötet. Während er den anderen Mitgliedern des Nachtkurses davon berichtet, sucht er den Mörder seines Hundes, den er ebenfalls tötet. Nachdem er Anna den schwarzen Gürtel verleiht, soll sie zukünftig das Dojo führen.

## Produktion
Regie führte Riley Stearns, der auch das Drehbuch schrieb.
Jesse Eisenberg übernahm die Hauptrolle von Casey Davies, Alessandro Nivola spielt seinen neuen Sensei.
Die deutsche Synchronisation entstand nach der Dialogregie von Martin Sabel im Auftrag des CSC-Studios, Hamburg. Konrad Bösherz leiht in der deutschen Fassung Casey seine Stimme.
Der Film wurde am 10. März 2019 beim South by Southwest Film Festival erstmals vorgestellt und kam am 12. Juli 2019 in die US-Kinos. Im Juni und Juli 2019 erfolgten Vorstellungen beim Edinburgh International Film Festival und beim Filmfest München, im Juli 2019 wurde er beim Fantasia Film Festival und im August 2019 beim Melbourne International Film Festival gezeigt. Im Oktober 2019 wurde er beim Haifa International Film Festival in der Sektion Midnight Madness vorgestellt. Eine Veröffentlichung auf Prime Video erfolgte am 4. März 2021.

## Rezeption
In den USA erhielt der Film von der MPAA ein R-Rating, was einer Freigabe ab 17 Jahren entspricht. In Deutschland wurde der Film von der FSK ab 16 Jahren freigegeben.
Von den bei Rotten Tomatoes aufgeführten Kritiken waren 83 Prozent eher positiv. Die durchschnittliche Bewertung betrug 7,2 der möglichen 10 Punkte.